# Georgia (cantora)
Georgia Rose Harriet Barnes (Londres, 6 de fevereiro de 1990), conhecida profissionalmente como Georgia, é uma cantora, compositora, rapper, baterista e produtora musical britânica.